# Écologisme
Ne doit pas être confondu avec Écologie ou Écologie politique.
L'écologisme, ou environnementalisme, est à la fois un courant de pensée (idéologie ou philosophie) et un corpus de valeurs et de propositions, dont l'orientation de l'activité politique ou parapolitique vise au respect, à la protection, à la préservation ou à la restauration de l'environnement.
Ce mouvement éco-centrique a comme projet la conservation de la nature et le « respect » des équilibres naturels. L'environnementalisme et le mouvement écologiste ont parmi leurs priorités la conservation des ressources naturelles, la préservation de la vie sauvage, la lutte contre la dégradation, la fragmentation et la destruction des habitats et des écosystèmes au sens le plus large. Ils définissent de nouveaux rapports territoriaux dans les milieux habités par l'humain, dont les milieux urbains, considérés comme les habitats potentiels de substitution et comme cadre de vie d'une part grandissante de l'humanité.
Ces différentes demandes sociales et politiques, ou même protestations, s'expriment dès le début du XXe siècle : en 1902, une Convention internationale pour la protection des oiseaux utiles est signée entre 11 pays d'Europe et, en 1913, le congrès de Berne réclame une « Protection mondiale de la nature », principalement du constat de la dégradation de la nature par l'homme, notamment par la surchasse et la surexploitation de la nature, puis par la pollution et la destruction à grande échelle de milieux naturels notamment.

## Écologie et écologisme
L'écologisme est étroitement lié à l'écologie, à l'écologie politique et à l'histoire de l'écologie. Les informations tirées des études scientifiques sont utilisées par les partisans ou militants de l'écologisme, les écologistes ou environnementalistes, pour orienter leurs actions : faire arrêter ou réglementer l'exploitation des ressources, faire pression pour parvenir à des décisions politiques qui intègrent les enjeux écologiques, etc.
Certains auteurs tels Murray Bookchin distinguent « écologisme » et « environnementalisme ». Pour eux, l'environnementaliste est un militant ou professionnel qui défend l'environnement sans faire de politique, tandis que l'écologiste serait censé essayer de faire passer prioritairement les idées écologiques de l'écologisme dans la vie de la cité et donc dans la politique,,.

## Histoire
Les courants de pensée inspirant l'environnementalisme moderne viennent d'Europe et des États-Unis du XIXe siècle.

### Avant leXIXesiècle: en Europe, émancipation et domination de la «nature»
Les préoccupations « écologistes », de protection de la nature et de ses ressources sur des bases éthiques, philosophiques, économiques ou religieuses ont toujours existé dans l'histoire humaine. Dès l'Antiquité et le début du Moyen Âge, des lois pouvant être qualifiées d'écologistes ont été promulguées, par exemple celles protégeant les forêts à Ur vers 2700 av. J.-C., les édits de protection des animaux de l'empereur Ashoka en Inde (256 av. J.-C.), la première « réserve naturelle » du monde (un sanctuaire de la vie sauvage) au Sri Lanka quelques décennies plus tard, ou la première loi de protection des oiseaux sur les îles Farne en 676. Les idées « écologistes » ont progressé dans l'histoire parallèlement aux considérations des penseurs sur le sujet. Aristote serait le premier penseur européen à distinguer l'Homme et les autres êtres naturels : la phusis (« tout ce qui est et advient ») s'oppose à la technè, qui désigne tout ce que l'Homme fabrique, la technè prolongeant la phusis et étant bornée par celle-ci. Cette distinction entre l'Homme et le reste des éléments composant l'environnement sera fondamentale pendant longtemps dans le rapport des hommes avec la nature en occident.

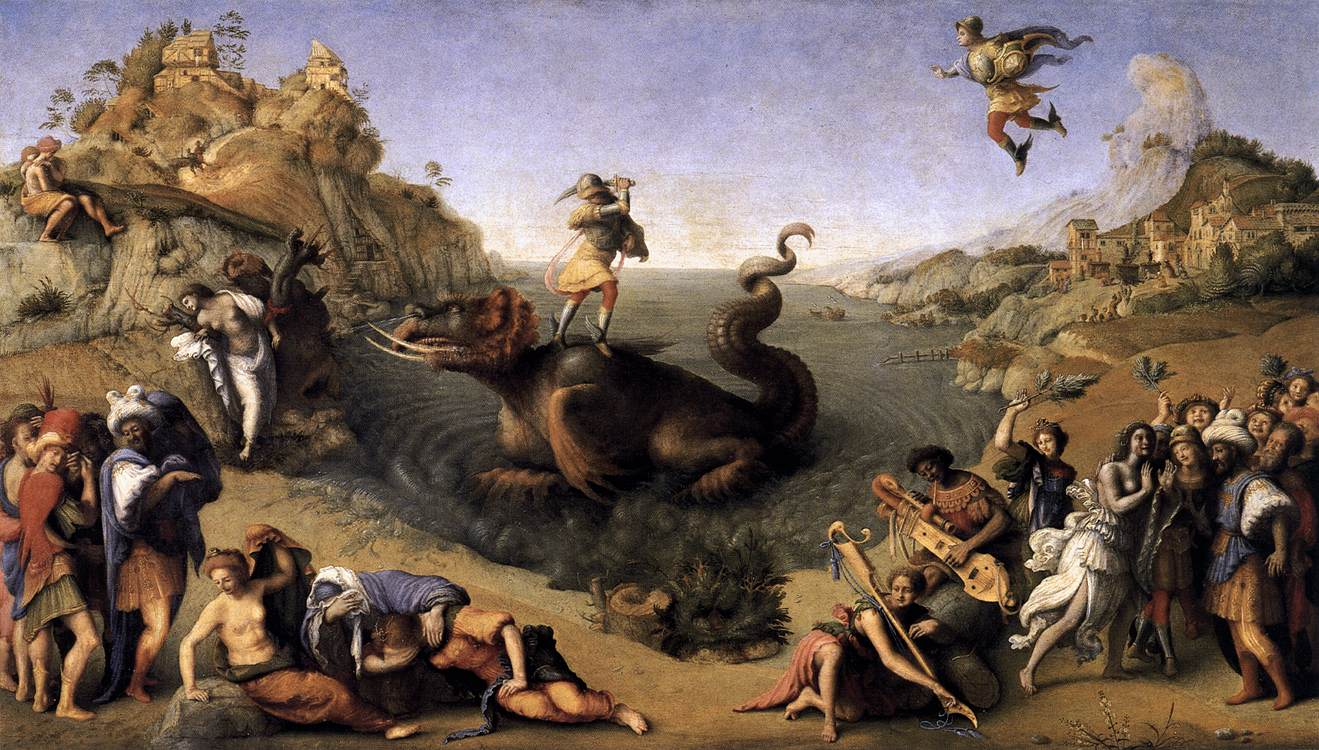
Persée libérant Andromède, peint par Piero di cosimo, vers 1513 : les mythes et leurs représentations mettent en évidence un regard des Occidentaux sur la nature.

Au Moyen Âge et pendant la Renaissance en Europe, l’Église a une très forte influence sur la pensée. Le christianisme peut être considéré comme la religion la plus anthropocentrée que l'humanité ait connue. La relation entre l'Homme et la nature qu'elle a promue peut expliquer le rapport destructeur que les Occidentaux ont pu avoir avec cette dernière. Le livre de la Genèse de la Bible rapporte que Dieu dit : « Soyez féconds, multipliez-vous, emplissez la terre et soumettez-la ; dominez sur les poissons de la mer, les oiseaux du ciel et tous les animaux qui rampent sur la terre ». Des visions alternatives du rapport à l'environnement se sont exprimées au sein de l’Église. François d'Assise, choisi comme saint patron de l'écologie, est ainsi parfois considéré comme le précurseur de la vision chrétienne de l'homme dans sa relation avec la nature. Mais elle est restée très longtemps minoritaire. Ainsi, en 1637, Descartes inscrit sa pensée dans la doctrine majoritaire de l’Église : il distingue fortement l'Homme de la nature et de l'animal qui, dépourvu d'âme, est réduit à un animal-machine. Il invite ses lecteurs à comprendre les rouages de la nature pour ne plus la subir et s'en émanciper, car « connaissant la force et les actions du feu, de l’eau, des astres, des cieux et de tous les autres corps qui nous environnent […] nous les pourrions employer […] et ainsi nous rendre comme maîtres et possesseurs de la nature ».
Le concept de l'animal-machine et cette dichotomie entre l'Homme et le reste de la « nature » sont discutés et reconsidérés un siècle plus tard par Diderot en 1769, qui écrit : « Tout tient dans la nature. Il n’y a qu’une substance dans l’univers, dans l’homme, dans l’animal […] c’est le point clef, que chaque élément de la matière, atome ou molécule, est doté de sensibilité ».

### AuXIXesiècleet au début duXXesiècle, l'émergence de la pensée écologiste en Europe et aux États-Unis

#### Statut et fragilité de l'environnement

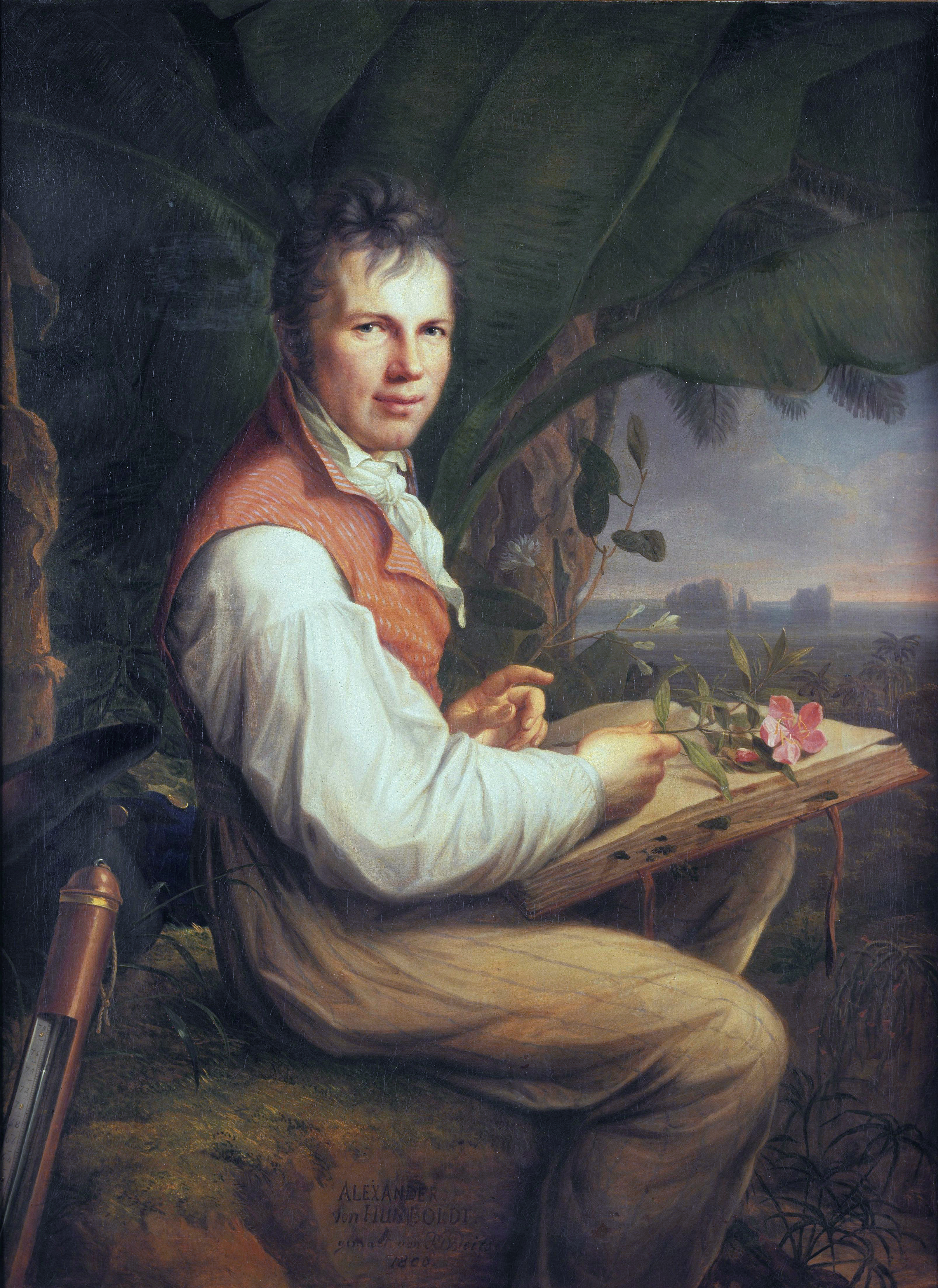
Alexander von Humboldt, portraituré par Friedrich Georg Weitsch en 1806.

Fort de ses voyages scientifiques dans la tradition des naturalistes, Alexander von Humboldt (1769-1859) fait encore progresser la pensée vers l'idée d'une unité et d'une interdépendance des éléments qui forment la nature. Il écrit qu’« un seul et indestructible nœud enchaîne la nature entière » et que « la nature est un immense assemblage de phénomènes géographiques, climatiques, botaniques, zoologiques ou anthropologiques étroitement liés les uns aux autres et reliant tous les continents ». Charles Darwin (1809 - 1882) étaye encore ces liens en montrant dans sa théorie de l'évolution que le développement des espèces est conditionné par leur environnement. Aux États-Unis, Henry David Thoreau (1817-1862) mêle la tradition naturaliste avec celle de l'ermitage et positionne lui aussi l'Homme comme un élément d'un tout : « Je vais et je viens dans la nature avec une liberté étrange, comme un de ses constituants. Ne suis-je pas moi aussi partiellement fait d’un humus organique ? ».
Une prise de conscience de la fragilité de la nature a également lieu au XIXe siècle. Dans le contexte des mouvements d'industrialisation et d'urbanisation qui prévaut lors de la révolution industrielle, les dommages que produisent les activités humaines sont constatés au niveau local : fumées des usines, destruction de milieux et de paysages, contaminations des eaux… En Europe, des penseurs comme William Morris (1834-1886) plaident pour l'adoption de modes de vie plus frugaux pour éviter l'emploi du charbon et ses nuisances. En 1864, George Perkins Marsh publie L'Homme et la Nature (Man and nature), la première analyse systématique de l'effet destructif de l'humanité sur l'environnement. Deux ans plus tard, le terme « écologie » est créé par le zoologiste allemand Ernst Haeckel (1834-1919).
La nécessité de conserver certains espaces naturels s'impose progressivement. Les premières réserves naturelles ou organisations de conservation de la nature sont créés : en France, la forêt de Fontainebleau en 1853, au Royaume-Uni la Commons Preservation Society en 1865, aux États-Unis le parc national de Yellowstone en 1872 et la naissance du Sierra Club en 1892.
Le regard sur les dommages infligés à l'environnement se déplacent sur un plan éthique avec Aldo Leopold (1887-1948) qui dit dans son Almanach d'un comté des sables : « Toutes les éthiques élaborées jusqu'ici reposent sur un seul présupposé : que l'individu est membre d'une communauté de partis interdépendants. Son instinct le pousse à concourir pour prendre sa place dans cette communauté, mais son éthique le pousse aussi à coopérer. Peut-être afin qu'il y ait une place en vue de laquelle concourir. L'éthique de la Terre élargit simplement les frontières de la communauté de manière à y inclure les sols, l'eau, les plantes, les animaux, ou collectivement la Terre. […] une éthique de la Terre fait passer l'Homo sapiens du rôle de conquérant de la communauté Terre à celui de membre et citoyen parmi d'autres de cette communauté. Elle implique le respect des autres membres, et aussi le respect de la communauté en tant que tel ».

#### Limite, gestion et répartition des ressources
Au XIXe siècle, la science économique émergente mène une réflexion sur la rareté qui sera fondamentale pour l'écologisme. Thomas Malthus (1766-1834), par exemple, n'est pas un écologiste, mais il questionne les limites des ressources qui inspire nombre d'entre eux. L'économiste britannique considère qu'il est impératif d'adapter la société aux limites physiques de la nature. Il focalise son analyse sur les tensions entre l'évolution de la démographie et celle de l'agriculture et ne s'intéresse pas aux autres limites écologiques. Mais il défend fortement un principe de gestion qui pourrait être qualifié de durable : l'idée que le niveau de la population, la satisfaction de ses besoins, ne doit en aucun cas dépasser la capacité de la Terre à assurer sa subsistance.

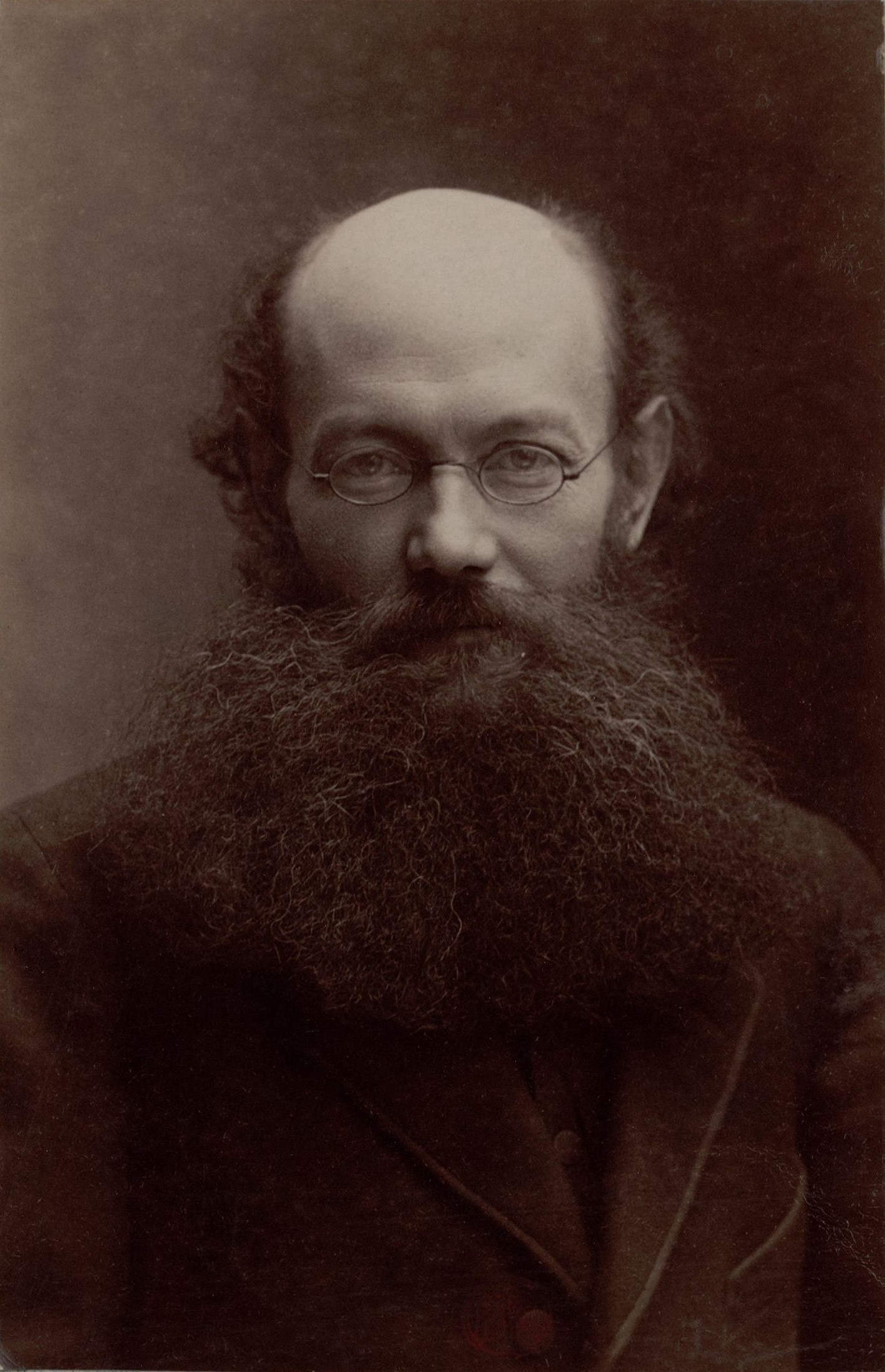
Pierre Kropotkine photographié par l'atelier Nadar.

Au-delà de la disponibilité des ressources, un débat vif a lieu au XIXe siècle sur leur gestion et leur répartition, auquel les précurseurs de l'écologisme participent. Ce débat reprend en partie les idées avancées par le Britannique Herbert Spencer (1820-1903), qui interprète certaines avancées dans les sciences naturelles, dont les théories de l'évolution, pour les appliquer à l'organisation en société. Il est ainsi le promoteur de ce qui sera appelé la « loi de la jungle », soit la vision d'un fonctionnement des écosystèmes reposant sur la « loi du plus fort ». Il utilise ce présupposé pour justifier le libéralisme de l'époque victorienne et défendre ce qui est aujourd'hui appelé le darwinisme social.
Cette vision entre pleinement en contradiction avec les recherches d'autres penseurs, tels que le Russe Pierre Kropotkine (1842-1921), qui constate le rôle que joue la compétition au sein de la nature, mais qui montre que les organismes qui survivent ne sont pas les plus forts ni les plus aptes, mais ceux qui s'entraident le plus. Au-delà de la conception des lois de la nature, des économistes comme John Stuart Mill (1806-1873) critiquent eux aussi plus directement la répartition des profits et leurs conséquences : « Je ne vois pas pourquoi il y aurait lieu de se féliciter de ce que des individus déjà plus riches qu'il n'est besoin doublent la faculté de consommer des choses qui ne leur procurent que peu ou point de plaisir, autrement que comme signe de richesse. […] C'est seulement dans les pays arriérés que l'accroissement de la production a encore quelque importance : dans ceux qui sont plus avancés, on a bien plus besoin d'une distribution meilleure […]. Il n'y a pas grand plaisir à considérer un monde où il ne resterait rien de livré à l'activité spontanée de la nature ; où tout pouce de terre propre à produire les aliments pour l'homme serait mis en culture ; où tout désert fleuri, toute prairie naturelle seraient labourés ; où tous les quadrupèdes et tous les oiseaux qui ne seraient pas apprivoisés pour l'usage de l'homme seraient exterminés comme des concurrents qui viennent lui disputer sa nourriture ; où toute haie, tout arbre inutile seraient déracinés ; où il resterait à peine une place où pût venir un buisson ou une fleur sauvage, sans qu'on vînt aussitôt les arracher au nom des progrès de l'agriculture ».
Un des premiers penseurs à associer la lutte sociale et la préoccupation écologiste[Comment ?] est Élisée Reclus (1830-1905). Ce géographe et militant anarchiste condamne la surproduction agricole et la déforestation et lie ces phénomènes aux évolutions du commerce mondial des denrées alimentaires et à la fin d'une répartition équitable. Il déplore la disparition de la paysannerie traditionnelle, la transformation des paysans en ouvriers qui rejoignent la classe des prolétaires soumis aux « fastueux » capitalistes.
Cette pensée de la rareté est néanmoins battue en brèche par le progrès technique important que connaît la période, qui permet de dépasser les limites physiques de l'environnement telle qu'elles étaient pensées à cette époque, en particulier le rendement agricole.

### AuXXesiècle: limites du progrès technique et du productivisme, prise de conscience d'une menace globale
Au cours du XXe siècle, une réflexion se développe sur le progrès technique, le productivisme et leurs excès, en réaction à un excès de confiance des contemporains pour ces notions. Elles sont menées par exemple par les Français Bernard Charbonneau et Jacques Ellul, ou les allemands Hans Jonas et Günther Anders. Elles aboutissent après 1945 et l'emploi de l'arme nucléaire en une prise de conscience progressive dans la capacité de l'Homme à détruire sa propre espèce et la biosphère.

#### Productivisme et progrès technique

Bernard Charbonneau.

À la fin du XIXe siècle et au XXe siècle, la technique, par les progrès qu'elle apporte, est considérée par beaucoup comme un moyen de développer les sociétés, de libérer les hommes et d'éradiquer la misère en s'affranchissant de limites physiques telles que la rareté des ressources naturelles. Le système de production opère en effet une mutation profonde par le recours entre autres à l'énergie fossile, à la chimie et aux machines, tandis que les sociétés connaissent des progrès sociaux nets. Une profonde technophilie traverse ainsi la société et les élites, que certains compareront à une idéologie ou à un culte. Les détracteurs de cette « modernité », qui comptent certains précurseurs de l'écologisme, sont vus comme des réfractaires au progrès. Des personnalités comme Bernard Charbonneau en France écrivent par exemple en 1936 : « l’acceptation passive du progrès technique est aujourd’hui la cause profonde et permanente de toutes les confusions ». En Allemagne, Hans Jonas met lui aussi en garde vis-à-vis de l'emprise de cette technique qui prend de l'envergure, a un caractère frénétique et dont les bénéfices pour l'Homme et l'environnement sont ambivalents.
La société industrielle et la croissance elles-mêmes font l'objet de critiques qui s'intensifient au cours du siècle, sur le plan économique et social, mais aussi par exemple au regard des gaspillages qu'il occasionne. Des auteurs tels que Karl Marx ou Patrick Geddes les dénoncent. L'excessive technicité qui l'accompagne est aussi identifiée comme source de déchets à laquelle s'ajoute, pour certains comme  André Gorz, une forme d'aliénation.
Bernard Charbonneau (1910-1996) et Jacques Ellul (1912-1994) défendent dès 1935 dans leur Directives pour un manifeste personnaliste l'idée d'une révolution conduite à la fois « contre la misère et contre la richesse » dans le cadre d'une « cité ascétique ». Ils y développent les prémisses d'une pensée de la limitation volontaire de la croissance, qui se précisera dans les années 1960. Bernard Charbonneau affirme alors « qu’on ne peut poursuivre un développement infini dans un monde fini ».

#### À partir de 1945, prise de conscience d'une menace mondiale

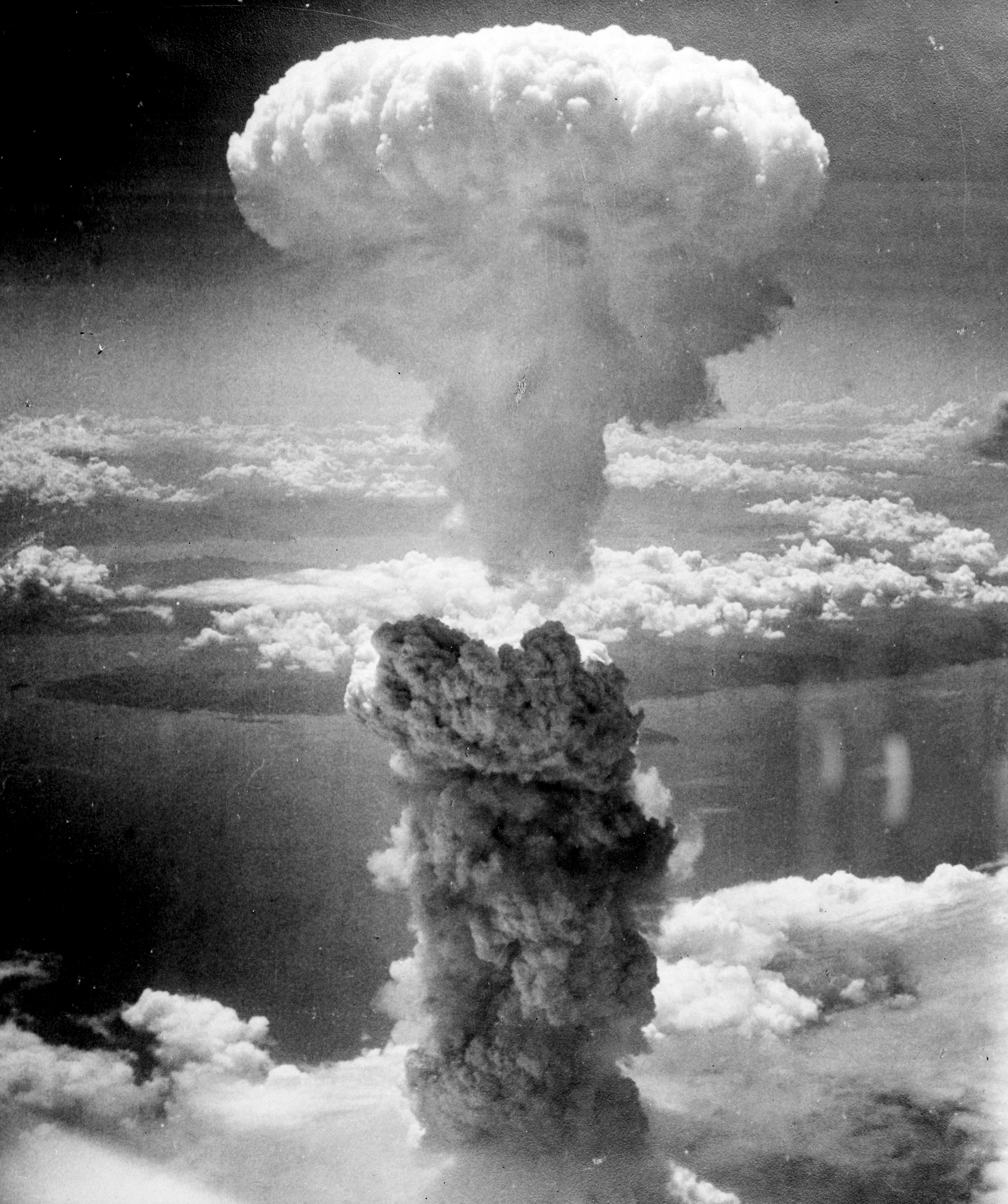
Explosion de la bombe atomique américaine à Nagasaki le 9 août 1945.

Les explosions nucléaires à Hiroshima et à Nagasaki et la course à l'arme atomique menée pendant la guerre froide entraînent la prise de conscience chez certains penseurs que l'Homme a désormais la capacité de détruire entièrement ses pairs, son écosystème et sa planète. Les écrits de Dwight Macdonald (1906-1982) en 1945 en témoignent : « la fission atomique me fait mieux comprendre l'antique notion grecque d'hubris, ce manque de retenue, cette démesure, qui finit par provoquer la colère des dieux ». En Italie, Piero Calamandrei (1889-1956) emprunte aussi les figures mythologiques : « À la fin de cette fébrile course de folie dans laquelle les hommes se sont précipités pour arriver à détruire l'ennemi, ils ont réussi à voler au soleil, traduisant dans une nouvelle réalité le mythe de Prométhée, le secret des atomes capables de désagréger le monde […] ».
De la peur apocalyptique de la bombe atomique naissent des mouvements antinucléaires et une réflexion sur la responsabilité, les mesures de contrôle et de précaution que les sociétés doivent prendre pour accompagner l'innovation et le progrès technique. Günther Anders (1902-1992), par exemple met en évidence les limites cognitives de l'Homme pour concevoir les dommages qu'il engendre et la nécessité de développer un principe de responsabilité. Hans Jonas  (1903-1993) parle lui de responsabilité vis-à-vis du « fragile » et de la vie et pose les bases d'une réflexion sur la responsabilité vis-à-vis des générations futures et d'une évolution de l'éthique, qui doit s'appliquer aux générations futures mais aussi à tout le domaine du vivant. Dans un autre contexte et plus tard, ces pensées conduisent Paul Berg en 1975 à formuler et proposer le principe de précaution pour des manipulations génétiques lors de la conférence d'Asilomar.
Plus globalement, hors des polémiques directement liées à l'atome, l'ampleur de l'effet des activités humaines sur son milieu est clairement posé dans la première décennie qui suit la fin de la Seconde Guerre mondiale. Dès 1948, William Vogt (1902-1968), dans The Road to Survival, et Fairfield Osborn (1857-1935), dans Our Plundered Planet, estiment que « la guerre de l’homme contre la nature est sans doute pire que la bombe atomique ». En France, Anita Conti (1899-1997), la première océanographe, alerte sur les dangers de la surexploitation des océans, tandis que Jacques Ellul (1912-1994) met en évidence l'empreinte que l'Homme a imprimée sur son environnement, en rappelant que la plupart des paysages qui semblaient naturels ont subi l’empreinte humaine. Le 5 octobre 1948, l'Union internationale pour la conservation de la nature est fondée à Fontainebleau. Le préambule de la constitution de cette nouvelle organisation proclame : « Le grand essor de la civilisation actuelle est dû a la découverte et à la mise en œuvre des moyens de plus en plus puissants d'exploiter [des] ressources naturelles. […] L'appauvrissement progressif des ressources naturelles entraîne déjà un abaissement des conditions de vie de l'humanité. Leur renouvellement ne pouvant pas suivre la cadence des destructions, le moment est venu de convaincre l'homme de l'étroite dépendance dans laquelle il se trouve a leur égard. Si l'on veut arrêter cette évolution redoutable, il faut que l'homme se pénètre de la nécessite de protéger et même de régénérer ces ressources et de ne les consommer qu'avec ménagement, de manière à garantir la prospérité du monde et sa paix future. »
Mais dans le monde de l'après guerre, ces alertes sont inaudibles. Une conviction largement partagée est en effet que la solution aux problèmes sociaux, politiques et économiques de la planète, que ce soit d'un côté ou de l'autre du rideau de fer, réside dans une augmentation massive de la production et de la productivité, notamment grâce à l'augmentation des capacités de production et aux progrès de la science et de la technologie. Ce programme, qui ne laisse que peu de considération aux dommages à l'environnement, est mis en œuvre largement dans le monde, en Europe occidentale à travers le plan Marshall, dans les planifications économiques de l'URSS et de l'Inde, en Chine à travers le Grand Bond en avant et au Japon à travers le Plan Ikeda.
Rachel Carson (1907-1964) redonne une voix à l'écologisme dans Silent Spring, qui documente très précisément la nocivité dévastatrice sur la faune et la flore des pesticides de l'agriculture intensive en général, et de l'usage du DDT en particulier. Cet insecticide est massivement utilisé par les agriculteurs et les autorités publiques, dans un premier temps pour lutter contre le paludisme et le typhus, puis pour éradiquer en général des insectes « nuisibles ». Bien que Rachel Carson a été fortement critiquée pour son « émotivité », ses idées présumées fanatiques et communistes, ou même son célibat, ses arguments ont porté et ont conduit à l' interdiction du DDT aux États-Unis et dans certains pays d'Europe, et à la création de l'Agence de protection de l’environnement des États-Unis. Le DDT est aujourd'hui suspecté de provoquer des cancers et considéré comme toxique pour l'Homme, très toxique et persistant dans l'environnement.

### À partir des années 1960, batailles et catastrophes écologiques locales
Au cours des années 1960 et 1970, le mouvement écologiste naît en tant que tel à partir de deux matrices : la remise en question de la société industrielle et de consommation et la lutte contre la guerre et des ravages des techniques qui lui sont liées.

#### La remise en cause de la société industrielle de consommation
Au cours de cette période des catastrophes écologiques et sanitaires mettront en évidence les excès de la société industrielle et de consommation, qui constituent la première matrice de l’élaboration de la pensée écologique durant cette période.
Le premier de cet événement fut le Grand smog de Londres. Pendant l’hiver 1952, le froid poussa les londoniens à ajouter aux fumées des usines, celles de leurs poêles à charbon domestiques. Les conditions climatiques inhabituelles favorisèrent la formation d’un épais « smog » toxique qui recouvrit la ville pendant quatre jours. Cet épisode entraîna 150 000 malades et 12 000 morts. Au niveau local, les autorités britanniques découvrirent que très progressivement l’ampleur de la catastrophe. Pour empêcher que cet événement se reproduise le gouvernement adopta un « Clean Air Act », mais il remit profondément en cause le modèle de la ville industrielle.
En 1959 à Minamata au Japon, la cause d’une forte pollution au mercure responsable depuis une dizaine d’années de graves troubles neurologiques chez les familles de pêcheurs locaux est identifiée : le rejet de Méthylmercure provenant de l’usine pétrochimique de la compagnie Chisso. Cette découverte est rendue publique par les médecins de l’université Kumamoto mais leur avis fut contesté par l’entreprise incriminée qui préféra s’engager dans un long et violent conflit avec les pêcheurs, plutôt que de revoir son procédé de production. Ce fut en 1968, neuf ans après son indentification, que la pollution arrêtera, avant tout pour ses raisons économiques; et ce fut en 1973 que l’opérateur Chisso fut condamné. La « maladie de Minamata » aurait touché entre 2 265 et 38 000 personnes. Elle a eu des répercussions mondiales et a posé la question des effets négatifs de la production industrielle et des dangers de la connivence entre les États et l’industrie.

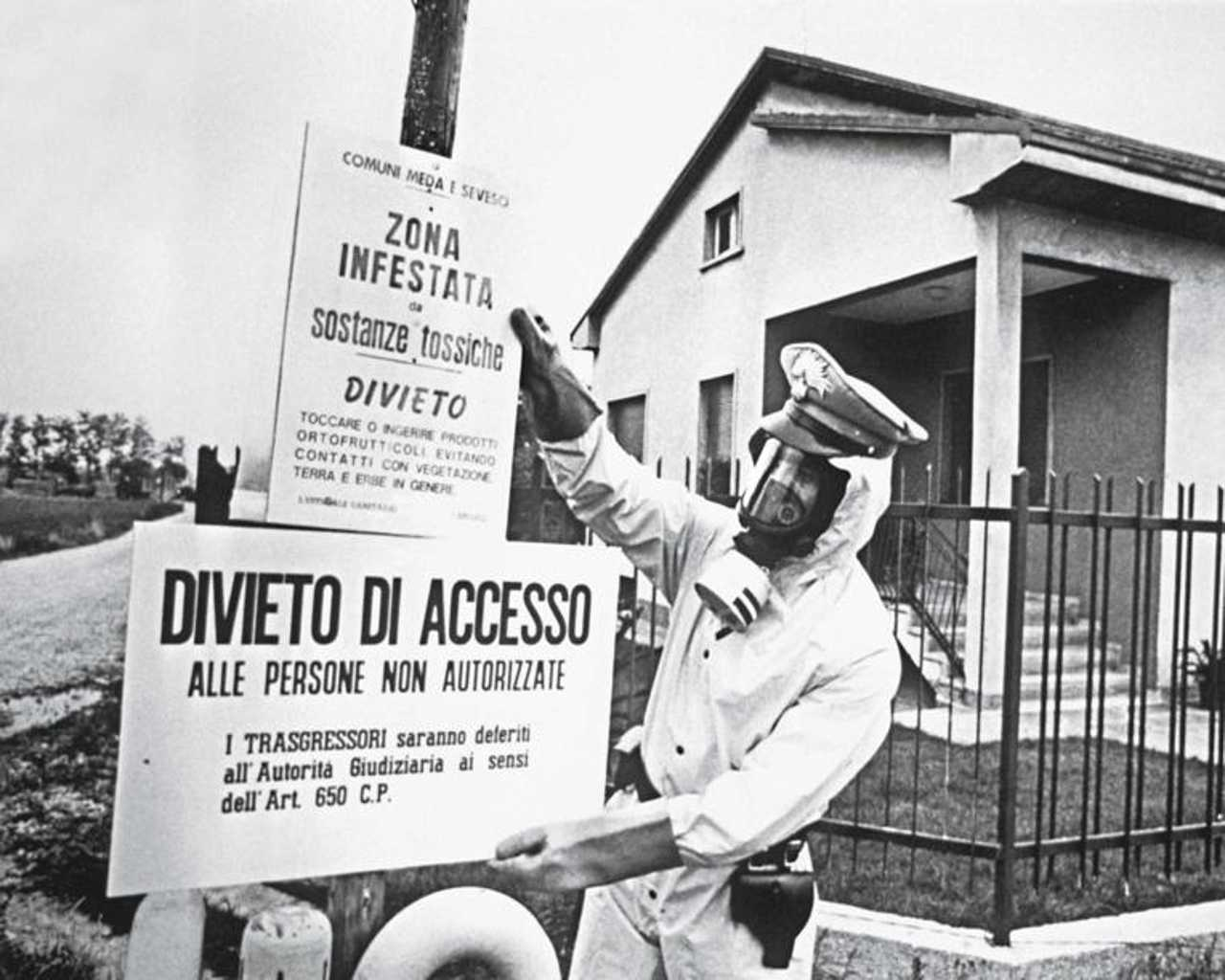
SEVESO 1976.

En Europe la catastrophe de Seveso et le rejet d’un nuage contenant des dioxines par l’usine chimique ICMESA en 1976 fit écho à ces inquiétudes. À Seveso, ce fut neuf jours après le rejet de dioxines que le groupe Roche détenteur de l’usine informa les autorités et 14 jours après que la première évacuation fut ordonnée au regard notamment de signes inquiétants observés dans les communes touchées, telles que la très forte mortalité des animaux, la disparition des insectes, la chute des feuilles et les symptômes de chloracné chez près de 200 enfants.

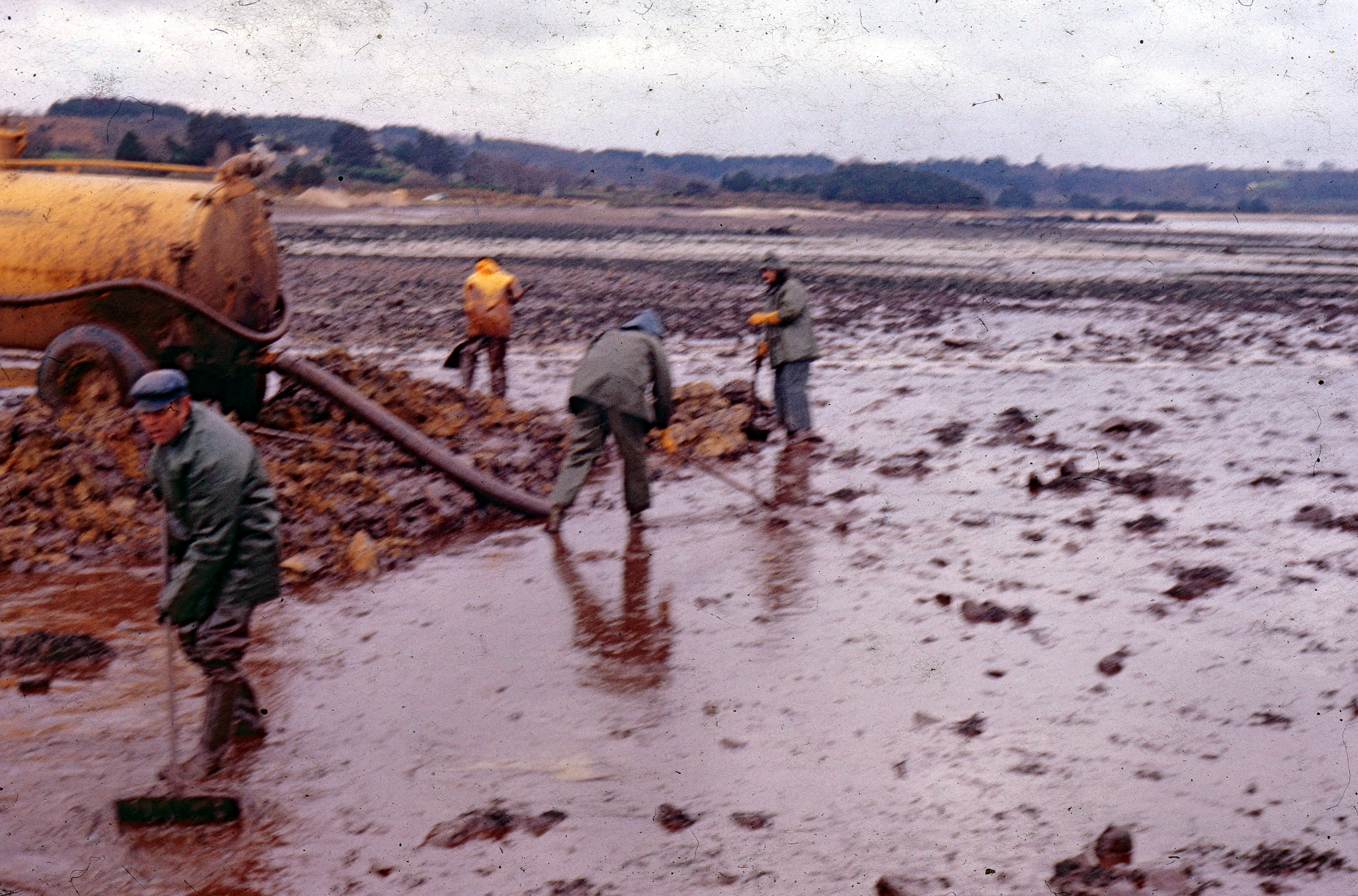
Opérations de nettoyage de la marée noire de l'Amoco Cadiz.

Ces événements marquants ne sont pas isolés, d’autres peuvent être encore cités, comme en France la catastrophe de la raffinerie de Feyzin en 1966 (18 morts), les grandes marées noires du Torrey Canyon en Grande-Bretagne (100 000 oiseaux morts) et de l’Amoco Cadiz en France (mort de 260 000 animaux marins), aux États-Unis en 1979, l’accident dans la centrale nucléaire de Three Mile Island (déplacement de plus de 200 000 personnes).
À la suite de ces événements, et sous la pression de groupes de défense locaux, les gouvernements ont légiféré. D’abord pour organiser des dédommagements au moins en partie à la charge des firmes impliquées. Puis pour mettre en place un contrôle et la mise en œuvre du principe de prévention des risques. Mais ils ont aussi alimenté un questionnement sur les bienfaits de la société industrielle et de la technique.

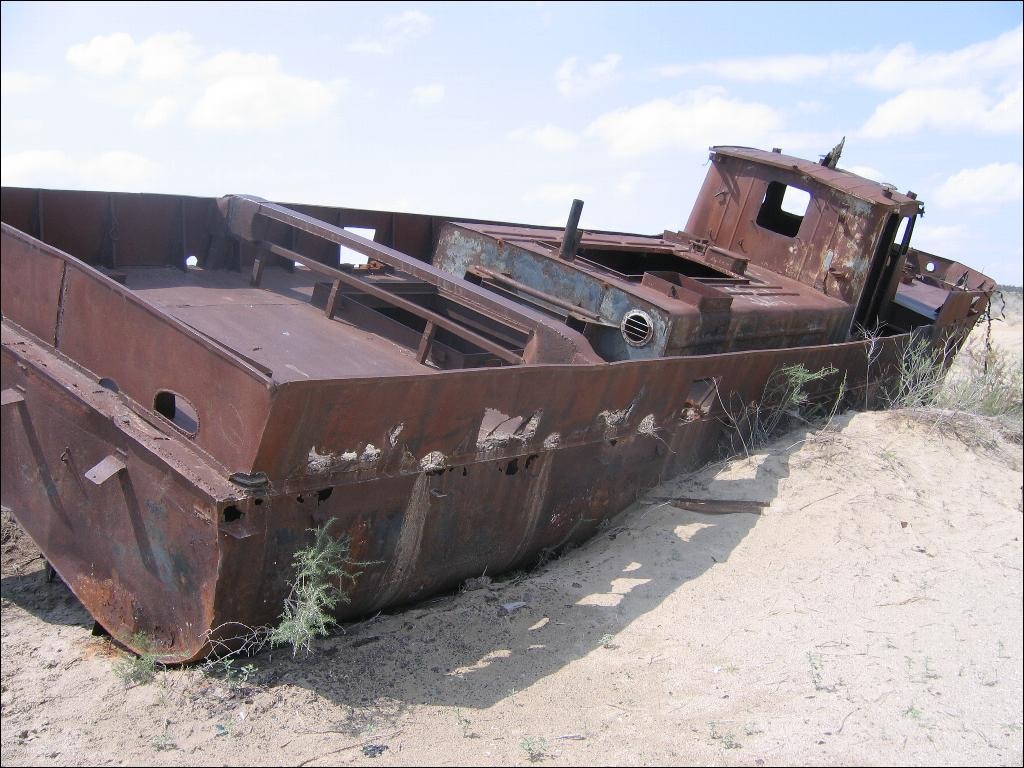
Bateau de la mer d'Aral.

Pour des motifs différents l’asséchement de la mer d’Aral au Kazakhstan, et l’échec de la régulation par la concurrence et les quotas de la chasse à la baleine ont été aussi des tournants emblématiques qui ont marqué les opinions. Le gigantisme de certains projets et l’accélération de l’urbanisation ont fait également émerger une multitude de contestations très locales qui ont visé à préserver des paysages, préserver une qualité de vie particulière ou simplement lutter contre l’encombrement automobile des villes. Des exemples en France sont la création de l’URVN (Union régionale du sud-est pour la sauvegarde de la vie, de la nature et de l’environnement) contre la privatisation des rivages ou celle d’associations telles que SOS Paris, ou les comités de sauvegarde de la Haute Vallée de Chevreuse ou de la vallée de la Bièvre[réf. nécessaire]. Aux Pays-Bas, le mouvement « Provo » a fédéré à Amsterdam des artistes et des individus anticonformistes, qui parmi les tout premiers ont lancé des campagnes contre la pollution des foyers domestiques, pour une circulation urbaine respectueuse de la nature, de la limitation drastique des automobiles privées et la priorité aux transports publics. Leur mode d’action s’appuyait sur les médias via la méthode cycle provocation-repression-mobilisation entre 1965 et 1970 qui sera repris par d’autres mouvements plus tard.

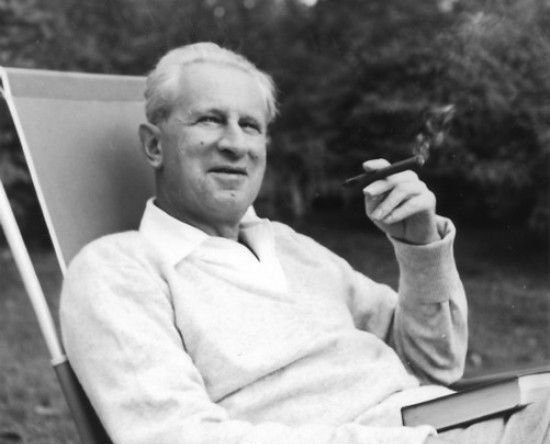
Herbert Marcuse en 1955.

Ces événements ont souligné les dommages et les destructions qui accompagnent la société industrielle et le modèle de croissance, en même temps que l’épuisement des ressources, et les dégradations sociales et culturelles qui seront mis en évidence par des auteurs tels que John K. Galbraith (1908-2006), Bertrand de Jouvenel (1903-1987), Karl William Kapp (1910-1976), ou sur un autre registre Herbert Gruhl (1921-1993) ou Herbert Marcuse (1898 – 1979). Ce dernier écrit par exemple dans L’homme unidimensionnel : « La société industrielle qui s’approprie la technologie et la science s’est organisée pour dominer toujours plus efficacement l’homme et la nature, pour utiliser ses ressources toujours plus efficacement. ».
De l’autre côté du rideau de fer, les mêmes constats ont été dressés par le rapport coordonné par Radovan Richta (1924-1983) La Civilisation au carrefour qui sera à l’origine du Printemps de Prague.  Dans leur diagnostic, l’équipe de Richta écrit : « Cette impasse, cette entrave aux échanges entre l’homme et la nature démontrent que la ville industrielle traditionnelle, en tant que concentration locale de la population et de la production, est une conception dépassée qui demande une révision radicale dans le sens de la restructuration consciente de tout le milieu de vie de l’homme » et souhaitent « une association équilibrée des éléments urbains et ruraux, terrains bâtis et non bâtis ».
La Société de consommation a aussi été remise en cause pour les limites du bien-être qu’elle apporte, ses gaspillages et pour sa dimension aliénante par exemple avec Ivan Illich (1926-2002) qui dit : « L'éducation produit des consommateurs compétitifs ; la médecine les maintient en vie dans l'environnement outillé qui leur est désormais indispensable et la bureaucratie reflète la nécessité que le corps social exerce son contrôle sur les individus appliqués à un travail insensé. Qu'à travers l'assurance, la police et l'armée croisse le coût de la défense des nouveaux privilèges, cela caractérise la situation inhérente à une société de consommation ; il est inévitable qu'elle comporte deux types d'esclaves, ceux qui sont intoxiqués et ceux qui ont envie de l'être, les initiés et les néophytes ».

#### La contestation de l’armée, de ses armes et de son action
La seconde matrice trouve ses origines dans la guerre des États-Unis au Viêt Nam, et notamment dans la contestation de l’emploi d’un herbicide produit par Monsanto et Dow chemicals pour l’armée américaine : « l’Agent orange ». Entre 80 et 300 millions de litres de pesticides ont été massivement déversés par l’armée américaine sur un espace qui couvre plus de 20% de la superficie du Viêt Nam avec pour objectif de détruire la jungle où se cachait les combattants vietnamiens. L’agent orange représenteraient 60% des produits utilisés. Dans la composition de l’agent, la présence de dioxine, molécule persistante dans l’environnement et à l’origine notamment de cancers et de malformations, affecte la santé des populations civiles et des militaires. Selon le gouvernement vietnamien et la Croix Rouge au Viêt Nam, quatre millions de personnes ont été exposées au défoliant, et entre un et trois millions de personnes ont été en conséquence malades ou handicapés. L’environnement (terres, eaux, végétaux, animaux…) est durablement contaminé. Révolté par ce drame, le biologiste Arthur Galston (1920-2008), qui a participé à la mise au point de l’agent orange, qualifie ainsi ce drame par le terme « d’écocide » qu’il définit comme une « destruction délibérée de l’environnement ». Ce terme sera ensuite repris dans le droit de nombreux pays.

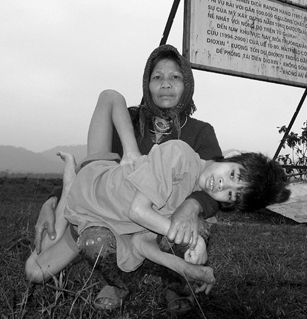
Vallée de A Luoi. Kan Layet son fils, Ke Van Bec, 14 ans, physiquement et mentalement handicapé. Selon Kan Layet, l'handicape de son fils est lié à une exposition à l'Agent Orange

Au cours des années 1960 et 1970, dans le contexte de la guerre froide et de la course aux armements, certains scientifiques s’opposèrent en effet aux usages des découvertes de la science par l’armée. Ils visèrent plus particulièrement la bombe atomique. Robert Oppenheimer (1904-1967) fut de ces chercheurs, comme Laurent Schwartz (1915-2002), Alexandre Grothendieck (1928-2014), Pierre Samuel (1921-2009) et Claude Chevalley (1909-1984) en France, John Desmond Bernal (1901-1971) en Grande-Bretagne, William Messing aux États-Unis, Gordon Edwards au Canada. Ces scientifiques et des organisations telles que la Students for a Democratic Society (SDS) aux États-Unis questionnèrent le rôle de la science dans la société et critiqueront l’asservissement des universités au complexe militaro-industriel.
Dans la société civile aussi, l’opposition à la guerre se teinta d’une réflexion écologique. En novembre 1971, malgré les interdictions, un groupe embarque sur un bateau à Vancouver pour empêcher les essais nucléaires atmosphériques sur un site en Alaska, proche du Canada et d’une faille sismique. L’opération fut un échec car le bateau doit rebrousser le chemin, mais l’aventure mobilisa l’opinion qui finira par avoir gain de cause en 1972 avec la décision des États-Unis d’arrêter ses essais sur le site de Amchitka. Greenpeace poursuit son action dans l’atoll de Mururoa, contre les essais de la bombe atomique française en Polynésie débuté en 1966 après une série d’essais en Algérie. À bord d’un bateau, les militants écologiques perturbent les essais nucléaires et provoquèrent la fin des essais atmosphériques en 1974. L’organisation poursuivra par la suite en 1975 son action contre la chasse des baleines et des phoques.

#### L’action écologique se structure et se concrétise
En 1973, Pierre Samuel (1921-2009) écrit dans son livre Détente ou cycle infernal : « En fait, nous vivons dans une société extrémiste : extrémisme de la production, extrémisme de la croissance, extrémisme de la guerre, extrémisme de la compétition, extrémisme de la spécialisation. Par son attitude critique de cette société, le mouvement écologique est fondamentalement modéré ; mais paradoxalement, cette tendance à la modération est considérée comme révolutionnaire par certains ». Car le mouvement au début des années 70s était né. Des personnalités telles que André Gorz (1923 – 2007) en France, Rudolf Bahro (1935 – 1997), Thomas Ebermann et Rainer Trampert en Allemagne, Ernst Friedrich Schumacher (1911-1977) au Royaume-Uni, cherchèrent à partir de la remise en question de la société industrielle et de consommation des alternatives décentralisées, plus spirituelles, moins polluantes, moins militaristes, moins destructrices, croissantes ou décroissantes ; établissant et testant des alternatives éco-socialistes, éco-liberales, éco-féministes ou utopiques.
Au niveau de la société civile, en plus de Greenpeace, des associations à portée internationales telles que les Amis de la Terre ou WWF sont créées.
De premières politiques qui peuvent être qualifiées d’écologiques ont été initiées notamment sous l’impulsion européenne. En France peut être cité la loi du 2 août 1961 sur la pollution atmosphérique et les odeurs ou la loi sur la gestion de l’eau du 16 décembre 1964 ou la loi de protection de la nature qui instaure les parcs nationaux de 1960.
L’année européenne de la conservation de la nature et sa conférence internationale de février 1970 aboutit à une déclaration comportant une trentaine de recommandations parmi lesquelles figurait la constitution, dans chaque État, d’un ministère de l’Environnement. C’est ainsi que le Royaume-Uni a créé le premier ministère de l’Environnement à la fin de 1970 et la France en janvier 1971 en réponse à un discours du président de la République Georges Pompidou, qui constatait : « La nature nous apparaît de moins en moins comme la puissance redoutable que l’homme du début de ce siècle s’acharne encore à maîtriser, mais comme un cadre précieux et fragile qu’il importe de protéger pour que la terre demeure habitable à l’homme. ».

Au niveau international, en 1968, l’UNESCO qui était alors très actif dans le domaine de l’environnement, reçu un rapport de l’URSS à l’occasion de la « conférence intergouvernementale d’experts sur les bases scientifiques de l’utilisation rationnelle et de la conservation des ressources de la biosphère ». Le rapport met en garde sur un risque de rupture, très périlleuse pour l’avenir de l’humanité, des équilibres écologiques fondamentaux, en raison d’une industrialisation excessive et met en avant pour la première fois le concept de biosphère. Il envisage de lier les problèmes d’environnement et ceux du développement. Les conclusions de cette conférence n’obtiennent pas de résonance dans le monde médiatique, mais l’idée a été poursuivie au sein du Club de Rome créé la même année par l’italien Aurelio Peccei (1908-1984) et le britannique Alexander King (1909-2007). Ce club qui est un collectif de penseurs souhaitant adopter une prospective globale face à l’émergence de problèmes à portée globale commande un rapport aux Américains Donnella (1941-2001) et Dennis Meadows. Le rapport The limits to growth est publié en octobre 1972. Il eut un retentissement médiatique important. Il prévient que « si les tendances à la croissance qui caractérisent […] les sociétés humaines se poursuivent, les limites de la charge utile de la Terre seront bientôt atteintes […] et il s’ensuivra, sous une forme ou une autre, un effondrement irrésistible de la civilisation ». Le rapport indique qu’ « il est encore temps d’éviter le désastre […], si les tendances actuelles à la croissance sont rapidement maîtrisées » par une « transformation radicale de la croissance […] ». Les auteurs précisent que « la religion de l'expansion doit s’arrêter au profit, non d’un arrêt de la croissance, mais d’une croissance contrôlée pour préparer de grands équilibres écologiques ».

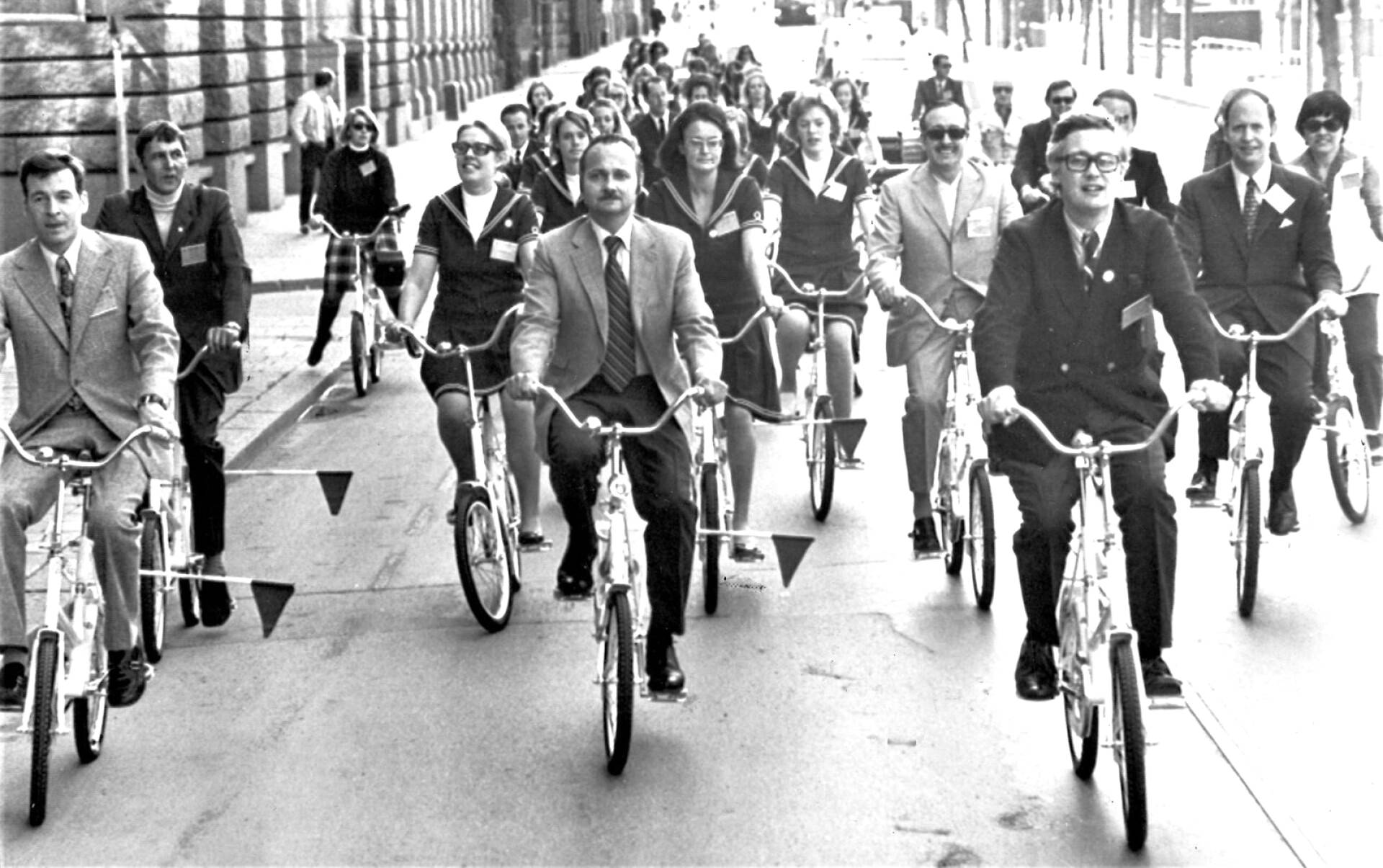
Photographie de membres de la conférence des Nations unies de Stockholm de 1972 sur les vélos. Au milieu, Maurice Strong.

La même année, la première conférence des nations unies sur les relations entre les questions environnementales, sociales et économiques à Stockholm a produit deux rapports majeurs. Le premier sur l’état de l’Environnement est commandé par le Canadien Maurice Strong (1929-2015) au Franco-américain René Dubos (1901-1982) et à la Britannique Barbara Ward (1914-1981) est appelé Only one earth. Dans le contexte de la décolonisation et du développement de certains pays, le traitement des problèmes environnementaux apparaissait pour certains pays en voie de développement comme un moyen de restreindre leur développement et de maintenir un contrôle sur leurs ressources. Pour répondre à cette inquiétude, un second rapport est commandé par Maurice Strong présenté à la conférence par le « groupe Founex ». Le groupe y a identifié les relations entre l'environnement et le développement et a introduit les idées principales qui ont conduit à la définition du développement durable. Ces deux rapports alimentèrent des débats constructifs et la convention a permis des avancées significatives dans le domaine de l'environnement :
- la mise en avant du concept d'environnement, plutôt que celui de milieu ou d'habitat utilisé auparavant ;
- le développement d'éléments relatifs à plusieurs principes fondamentaux pour l’écologisme, tels que le droit d’accès à l’information concernant l’environnement, les obligations intergénérationnelles et le développement durable ;
- la demande de l'interdiction des essais d'armes nucléaires susceptibles d'entraîner des retombées radioactives ;
- la reconnaissance de la nécessité d'une action immédiate contre la pollution marine (qui a débouché sur la convention de Londres et la Convention internationale pour la prévention de la pollution par les navires, ou MARPOL) ;
- la demande d’un moratoire de 10 ans sur la chasse à la baleine ;
- la création du Programme des Nations unies pour l'environnement (PNUE) pour lancer des initiatives dans le domaine de l'environnement et fournir un cadre de coopération pour les questions environnementales internationales.

La même année le principe pollueur-payeur a été adopté par l’OCDE en s’inspirant des travaux de l'économiste britannique Arthur Cecil Pigou (1877-1959), en tant que principe économique visant la prise en charge, par le pollueur, des « coûts de mesures de prévention et de lutte contre la pollution arrêtée par les pouvoirs publics pour que l'environnement soit dans un état acceptable ».

## Thèmes
L'environnementalisme brasse des thèmes très divers et se répartit en plusieurs mouvements de pensée. Le développement de l'environnementalisme se fait à la faveur de la prise de conscience de la dégradation de l'environnement d'origine humaine (risques nucléaires, couche d'ozone, pollutions, pesticides, réchauffement de la planète, effet de serre, épuisement des ressources naturelles). 
Certaines de ces préoccupations sont partagées par la communauté scientifique au sujet de l'empreinte écologique excessive de notre modèle de développement, ainsi que les enseignements du Club de Rome dont la modélisation du système planétaire a mis en relation le caractère limité des ressources naturelles et le modèle de croissance économique illimitée.

### Protection de la nature

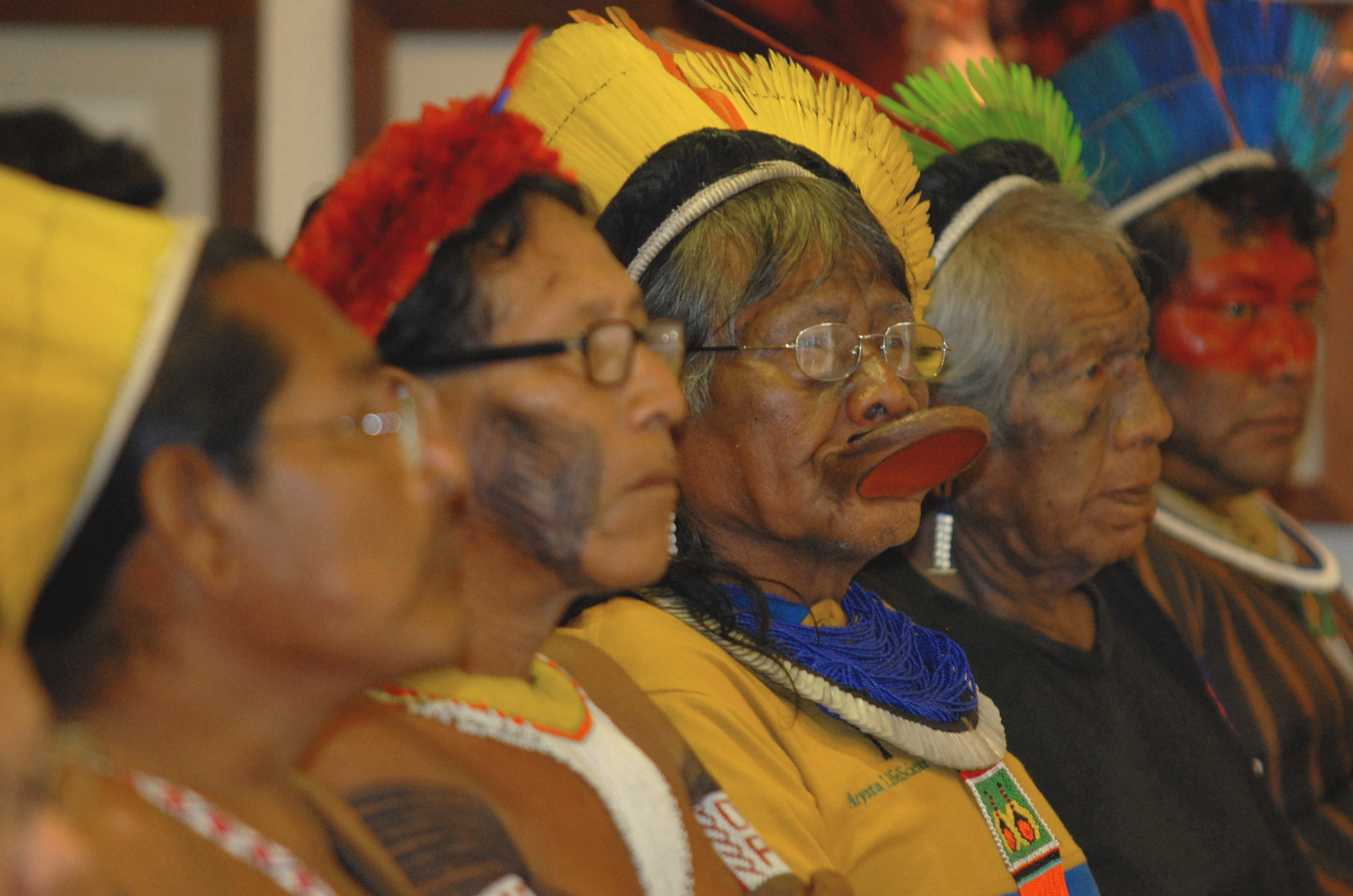
Le Chef Raoni, figure emblématique du combat contre la déforestation en Amazonie, au milieu d'autres chefs indiens brésiliens.

Certains scientifiques, en particulier des biologistes et des naturalistes, sont à l'origine de nombreuses sociétés de protection de la nature. Ainsi dès 1854, Isidore Geoffroy Saint-Hilaire, professeur au Muséum national d'histoire naturelle, fondait la Société impériale zoologique d’acclimatation, aujourd'hui Société nationale de protection de la nature.
On peut distinguer deux types d'objectifs poursuivis par l'environnementalisme. Certains, à la suite des naturalistes, visent à protéger la nature vierge : espèces menacées, sites naturels. C'est le cas de nombreuses associations telles que celles regroupées dans la fédération France Nature Environnement. Des actions ponctuelles, depuis la lutte contre l'implantation d'une station de ski dans le parc national de la Vanoise en 1970 jusqu'à la lutte en faveur de la réintroduction de l'ours dans les Pyrénées françaises, entrent dans ce cadre.

### Limites planétaires
D'autres objectifs concernent les risques liés au dépassement des limites planétaires et à l'avènement de l'Anthropocène. Les environnementalistes se fondent sur les résultats de l'écologie scientifique. Ils dénoncent par exemple les risques que présentent le réchauffement climatique, le gaspillage des ressources en eau, la destruction des forêts, les risques liés à l'industrie nucléaire. Ces luttes sont celles qui font l'objet du plus grand écho au niveau international au travers de réunions d'experts et de chefs d'État, depuis la Conférence des Nations unies sur l'environnement de Stockholm en 1972 jusqu'à la signature du protocole de Kyoto en 1998[réf. souhaitée].
Pour le sociologue Harald Welzer, les promesses écologiques ne constituent pas une contrainte. Ceux qui en formulent aujourd'hui n'exerceront plus de responsabilité dans quelques années, s'ils ne sont déjà morts. La justice climatique, par ailleurs souhaitable, ne peut pas tout : « même les décisions de la Cour européenne de justice sont ignorées par le gouvernement polonais ». Les changements de société ont leur propre logique. Cela peut prendre beaucoup de temps, ou aller très vite, sans qu'il y ait une intention. Welzer poursuit : « le changement climatique induit par l'être humain est historiquement nouveau, et nous ne savons donc pas quelles sont les voies qui mèneront au succès. Nous devons expérimenter cela ensemble ». Il constate enfin que la cheffe des Verts allemands, Annalena Baerbock, encore enfermée dans la vieille pensée selon lui, veut fixer des objectifs, au lieu d'expérimenter un nouveau chemin climatique, forcément ardu.

### Science et technologie
Les rapports entre l'environnementalisme et la technologie sont ambivalents.
Les scientifiques sont nombreux à dénoncer les méfaits de la technologie. Barry Commoner, dès les années 1950, tente de faire le point sur l'effet des essais nucléaires sur l'environnement. Il analyse l'effet pervers de certaines techniques telles que les insecticides ou les détergents qui, utiles à court terme, produisent des effets mal calculés et parfois très dangereux à long terme[réf. nécessaire]. La biologiste Rachel Carson dénonce les effets du DDT. Un thème essentiel de l'environnementalisme apparaît : la complexité des mécanismes naturels, dont la technologie humaine n'a pas toujours pris la mesure. Les scientifiques apportent une caution scientifique aux militants, par exemple par des rapports au Club de Rome, qui présentent un modèle étudiant l'effet à long terme des activités humaines sur l’environnement[réf. nécessaire].
Dans le même temps, les scientifiques eux-mêmes bénéficient parfois des connaissances accumulées par les écologistes, par exemple en matière de disparition d'espèces. L'explorateur et cinéaste Jacques-Yves Cousteau, grâce au succès de ses films, a pu aider des scientifiques à mener des campagnes d'étude. De plus, la technique peut apporter des réponses à certains problèmes soulevés par l'environnementalisme : écologie industrielle, biocarburants, constructions à « haute qualité environnementale » (HQE), techniques de captation et séquestration du CO2.
Pour Ozzie Zehner (en), ce n'est pas le rôle des écologistes que d'assurer la promotion de la technologie verte : « Il est tout à fait raisonnable que les environnementalistes critiquent les industries des combustibles fossiles pour les dommages qu'elles provoquent. Il est cependant tout à fait déraisonnable que les environnementalistes deviennent les porte-parole de la prochaine série de machines à désastre écologique telles que les cellules solaires, l'éthanol et les véhicules à batterie ». Par contre, selon l'auteur, les écologistes sont fondés à contrôler les installations de production d'énergie, quelque forme qu'elle revête. Mais c'est quand ils s'attaquent aux problèmes de société tels que le soutien des droits de l'homme, la définition de nouvelles structures économiques, le renforcement des communautés ou la consolidation de la démocratie qu'ils assument pleinement leur mission.
Pour le scientifique Vaclav Smil, l'humanité oscille entre « techno-optimisme » et catastrophisme. Smil ne saurait prédire le futur, mais affirme que l'« issue dépend de nos actions ».

### Notion de progrès et projection dans le futur
Le technosolutionnisme est la croyance au caractère salvateur du progrès. Celui-ci fait l'objet de critiques de la part d'associations,, comme de la part des Nations unies, dont le Bureau pour la réduction des risques de catastrophe (en) estime que l’humanité entre dans « une spirale d’autodestruction », en raison d’une « perception erronée des risques guidée par l'optimisme, la sous-estimation et l'invincibilité, conduisant à des décisions politiques, financières et de développement qui exacerbent les vulnérabilités et mettent des vies en danger ».
Selon Etienne Klein, on a remplacé le progrès, « victime de vacuité projective », par l'innovation. Or, l'innovation ne cherche qu'à résoudre des problèmes du présent, sans se soucier du futur,. Pour le philosophe Vincent Bontems, il est possible de concilier la décroissance économique et le progrès technologique, à condition de définir ce qu'est le progrès. L'Académie des technologies estime que la « sobriété est nécessaire à court terme, car la technologie ne [suffit] pas à faire face à l’urgence climatique » et annonce que la « sobriété est nécessaire au progrès et [que] le progrès est nécessaire à la sobriété ».
Les associations ou organismes liés à l'environnement s'intéressent aux importantes conséquences sociales provoquées par les changements de société en matière de sobriété qu'eux-mêmes appellent de leurs vœux,,. L'anticipation de ces changements peut être d'autant plus importante que « le climatoscepticisme devient [...] un refuge de plus en plus puissant » pour les salariés concernés par des restructurations dues aux politiques climatiques. Selon les Shifters, « l’emploi peut devenir un puissant moteur de la transition écologique...ou un énorme frein ».

### Décroissance
Dès les années 1960 des spécialistes mettent en garde contre les risques d'une croissance économique illimitée. Du risque de la surpopulation, la mise en garde passe progressivement à une volonté de maîtrise de la croissance économique.
En 1972, le premier rapport au club de Rome, élaboré par des chercheurs du Massachusetts Institute of Technology (MIT), met en avant, outre le problème de la surpopulation, une contradiction entre le développement exponentiel de l'économie mondiale et le caractère limité des ressources naturelles. Il propose de rechercher un « équilibre » dans lequel le progrès porterait sur les conditions de vie et non sur la croissance économique. Si le rapport a été critiqué par d'autres scientifiques pour les faiblesses du modèle économique utilisé, il a contribué à diffuser les thèses écologistes sur les risques de la productivité à outrance.
Selon le rapport Brundtland, publié en 1987, la satisfaction des besoins d'aujourd'hui ne doit pas compromettre la capacité des générations futures de satisfaire ses propres besoins. Il ouvre la voie au « développement durable » ou « soutenable ».
Hervé Kempf estime que le mouvement écologiste, à l'échelle mondiale doit se remettre en question. Il doit amener « la très grande partie de la population » à comprendre que la réponse à la crise écologique « [passe] par la sobriété, et par une réduction du niveau de vie moyen ». Dès lors, il conviendrait de rompre avec la notion de « pouvoir d'achat », perçue comme « outil pour neutraliser la colère sociale ».
Selon Dennis Meadows, l'être humain accède au bonheur au travers de la pléonexie (« avoir plus ») ou du « vouloir moins ». Meadows plaide pour la sobriété, mais met en garde contre l'emploi du terme « décroissance » connoté négativement.
Pour Jean-Marc Jancovici, la diminution des combustibles fossiles est inéluctable, cependant que leur utilisation aggrave le réchauffement climatique : il parle ainsi de « double limite physique : celle des ressources à l’amont, et de la taille de la poubelle atmosphérique à l’aval ». Il ne sait si la pléonexie va s'imposer, ou une coopération à l'échelle mondiale en vue d'une modération volontaire (« sobriété ») qu'il appelle de ses vœux.
Les tenants de la décroissance (appelés « décroissantistes ») affirment qu'une croissance infinie dans un monde fini est impossible, les « croissantistes » y opposent qu'un fort découplage relatif est déjà à l’œuvre dans les sociétés développées. Les décroissantistes arguent de l'insuffisance de ce découplage. Selon certaines analyses de cette opposition, les tenants de la décroissance et de la croissance s'opposent moins sur les constats techniques ou physiques que sur les « imaginaires » : les premiers voudraient que le monde soit préservé, « stabilisé », les seconds attendraient des transformations du monde dans le sens, selon eux, de l'amélioration ; ils voudraient que le monde « [aille] de l'avant ». Un découplage absolu, même en tenant compte des importations, est observé dans nombre de grands pays. Pour absolu qu'il soit, il reste néanmoins trop faible. La croissance verte n'existe donc pas , selon The Lancet. Non content d'être absolu, le découplage doit être « total, mondial, pérenne et rapide » selon Jean-Marc Jancovici.

## Courants de pensée
Le philosophe Luc Ferry, qui s'est inscrit comme un critique de l'écologie, propose une distinction entre quatre types d'écologie, représentés par les tenants de la collapsologie, les partisans de la décroissance, les « réformistes […] favorables à l’économie de marché et à la croissance » et les « écomodernistes ». Le philosophe ne cache pas sa préférence pour ces derniers, et son rejet de la collapsologie et de la décroissance. Un article de Nature, publié en 2020, distingue d'un côté les « éco-socialistes » et les « éco-anarchistes », proches de la décroissance, les « réformistes » et les adeptes de la « croissance verte » (écomodernistes). La philosophie écomoderniste est fondée sur la recherche d'un découplage absolu, autorisant à la fois l'« intensification » de l'activité humaine et le réensauvagement de vastes zones.
Pour George Monbiot, la violence de la part des militants écologistes appelle toujours plus de violence de la part de la société. Aussi prône-t-il la non-violence et place-t-il ses espoirs dans le basculement sociologique.
Selon le philosophe de l'esprit Philip Goff (en), bien que le paradigme scientifique dominant soit le matérialisme, les êtres humains ne peuvent s'empêcher de penser de façon dualiste. Or pour les dualistes, le monde naturel, dépourvu de conscience, est à exploiter plutôt qu'à révérer. Il voit dans une troisième voie qu'il promeut, le panpsychisme, un espoir de résoudre l'indifférence humaine face à la crise climatique.

### Écologie profonde
Cet autre courant de pensée, intitulé deep ecology en anglais, est d'origine anglo-saxonne, bien que son fondateur soit le philosophe norvégien Arne Næss (1912-2009). Il affirme que la nature a une valeur intrinsèque et des droits qu'il faut respecter et que l'homme et ses droits sont à repenser dans ce contexte étendu. Un des précurseurs de l'écologie profonde, Aldo Leopold (1887-1948) a proposé le développement et la défense d'une « éthique de la terre ». John Baird Callicott (né en 1941) est la personnalité la plus impliquée actuellement[Quand ?].
Parmi les partisans du courant de l'écologie profonde, on peut citer Dave Foreman, fondateur de Earth First!, ou l'essayiste et sociologue Laurent Ozon. L'ouvrage fondamental de ce courant affirme, en reprenant les enseignements d'un autre écologiste, Gary Snyder : « les êtres humains sont trop nombreux aujourd'hui et le problème s'aggrave rapidement […]. L'objectif doit être la moitié de la population actuelle du monde, ou encore moins ».

## Acteurs
L'écologisme est aussi bien le fait de penseurs isolés que de groupements de tout ordre : cercles d'experts faisant appel à des chercheurs (club de Rome), associations militantes, mouvements écologistes. À partir des années 1970 se développent les premiers véritables partis politiques écologistes, tel en France le Mouvement d'écologie politique. En 1980, le parti des Verts est fondé en Allemagne de l'Ouest, puis en 1984 son équivalent apparaît en France.

### Mouvement en France

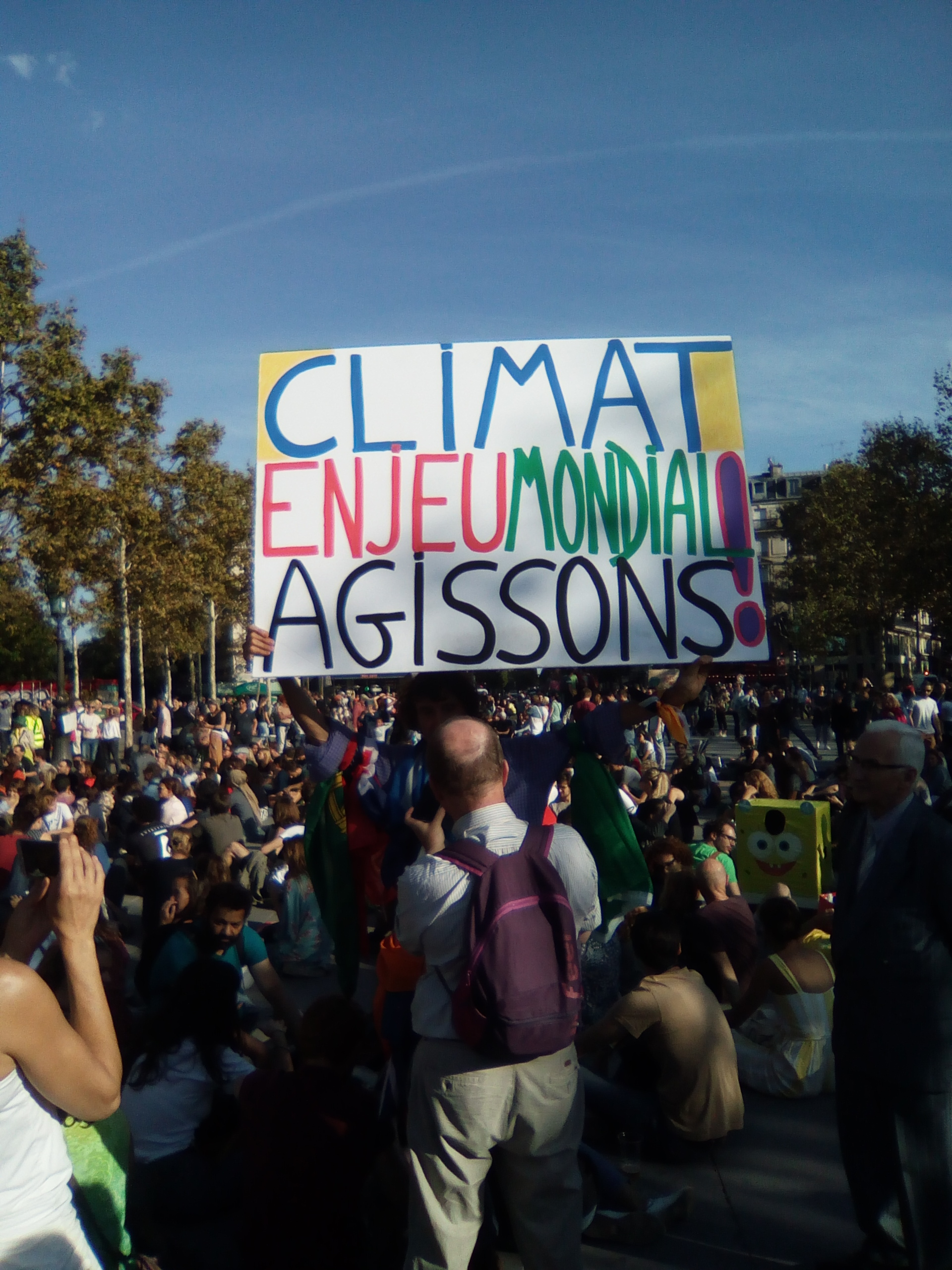
Marche pour le climat à Paris, en septembre 2018.

Le mouvement écologiste connaît une impulsion particulière après mai 68, tout d'abord en tant que mouvement contestataire. Il s'est d'abord caractérisé par des actions ponctuelles et des manifestations, aussi bien sur le terrain qu'à Paris. On note ainsi la lutte contre la création d'une station de ski dans le parc national de la Vanoise en 1970, les manifestations de 1971 contre les centrales nucléaires de Fessenheim (quelques centaines de personnes) et de Bugey (15 000 personnes). De même, la manifestation contre l'extension du camp militaire du Larzac regroupe quelques centaines de manifestants le 9 mai 1971, puis près de 20 000 le 14 juillet 1972. Le principal animateur de ces manifestations est Pierre Fournier, journaliste à Charlie Hebdo, militant antinucléaire et antimilitariste.
Cependant, le programme nucléaire ne démarre en France qu'en 1974, à la suite du premier choc pétrolier de 1973. Très rapidement, le nucléaire est alors rejeté par les associations de défense de la nature, par des scientifiques rejetant des avis d'experts de l'époque, par des citoyens inquiets des risques potentiels et par une presse militante : Le Courrier de la Baleine, revue des Amis de la Terre en 1971 et surtout en 1972 La Gueule ouverte, qui a un public plus large. Le mouvement antinucléaire servira de focalisateur à la cause écologiste.
Une des plus importantes manifestations contre le nucléaire, la manifestation à Creys-Malville en 1977, est sévèrement réprimée (un mort et des dizaines de blessés). C'est à la même période qu'est créée en 1969, par Jean Carlier, l'association des journalistes-écrivains pour la nature et l'écologie (JNE).
Si quelques candidatures écologistes ont déjà été lancées en Alsace, c'est la première candidature à l'élection présidentielle d'un candidat se réclamant de l'écologie, en 1974, qui l'introduit sur le terrain politique. L'agronome tiers-mondiste René Dumont, si son score électoral est médiocre, utilise l'exposition médiatique dont il bénéficie pour faire prendre conscience des problèmes environnementaux. En 2022, Antoine Waechter, pionnier du mouvement antinucléaire et candidat à plusieurs élections présidentielles, défend le nucléaire.
En 2023, la préoccupation écologique est telle qu'aucun parti ne peut ignorer ses enjeux : même les partis d'extrême droite, longtemps rétifs aux idées de l'écologisme, sont obligés d'intégrer par opportunisme un discours sur la protection de l'environnement. L'enjeu pour les partis en Europe n'est plus de défendre une politique environnementale, mais de déterminer quelles parties de la population bénéficieront le plus ou seront pénalisées à court terme par cette politique. Stéphane François, professeur de sciences politiques à l’université de Mons en Belgique, relève toutefois en 2024, au sein du Rassemblement national, une « absence de réflexion structurelle sur l’écologie » ; quand elle est abordée, ce n'est que sous le prisme de l'identité.

### Mouvement au Québec
Les débuts du mouvement écologiste au Québec remontent au 19e siècle, avec, entre autres, la création de sociétés de protection de la faune, à la suite de la fondation du Canada et de la première loi contre la pollution de l’air au Québec, votée à Montréal en 1872. Au cours des premières décennies du xxe siècle, l’écologisme québécois devient un mouvement conservationniste, qui vise la protection de la nature et de ses ressources, alors menacés par l’industrialisation et l’urbanisation croissante. Ce mouvement intéresse alors un nombre restreint d’individus, surtout des scientifiques. Des organisations de toutes sortes commencent alors à se former, comme les Cercles des jeunes naturalistes, fondé par le frère Adrien Rivard, ou le Jardin botanique de Montréal, fondé en 1931 par le frère Marie-Victorin, qui ont comme objectif d’encourager la préservation de la nature, ou l’Association forestière canadienne, fondée en 1900, qui incite au contrôle de l’exploitation forestière.
Comme le reste des sociétés occidentales industrialisées, le mouvement écologiste au Québec commence à prendre de l’ampleur durant la décennie 1960-1970, au moment de la Révolution tranquille, alors que le désir de changement et de liberté qui se faisait ressentir dans la province était propice à l’apparition de nouveaux mouvements sociaux. Cette nouvelle préoccupation pour l’environnement peut être également due en partie aux médias, qui relatent alors de plus en plus de problèmes de nature écologique, principalement aux sujets de la pollution et du gaspillage de ressources,  qui sont alors des sujets d’intérêt au Québec. À ce moment, la dégradation de l’environnement par l’action humaine et ses conséquences commencent à recevoir de plus en plus d’attention de la part des scientifiques québécois, dont certains créent en 1970 le Conseil québécois de l’environnement, qui sera à l’origine de la première revue écologie québécoise, De toute urgence. Le sujet interpelle également les citoyens, qui se mobilisent et forment des associations environnementales comme la Société pour vaincre la pollution (SVP), qui faît parler d’elle à l’époque.
Au cours des années 1960-1970, le mouvement écologiste québécois s’oriente alors vers le centre politique, en s’inspirant encore des fondements de l’écologisme de conservation de droite du début du 20e siècle, tout en commençant à y mêler des questions de nature sociale. Ainsi, les préoccupations environnementales de cette époque gravitent entre autres autour de la pollution de l’air et de l’eau, le gaspillage de ressources, la protection de la nature et la dénonciation de la société de consommation et son implication dans les problématiques environnementales contemporaines, ce qui implique donc des préoccupations antérieures comme le conservatisme de la nature mais également nouvelles, comme les conséquences de l’action humaine sur l’environnement, encouragée par le modèle social et économique. Vers le milieu et la fin des années 1970, l'écologisme se radicalise en évoluant vers un mouvement centré sur les idéologies de la gauche politique. Désormais, les militants écologistes continuent de défendre les enjeux environnementaux qu’ils trouvent importants, mais, ce faisant, remettent en question la société capitaliste industrielle dans son ensemble. Un événement déterminant dans l’histoire de l’écologisme au Québec et qui a marqué la radicalisation du mouvement est la parution en 1978 d’un manifeste à la suite d'un événement organisé regroupant 180 groupes écologiques, qui formèrent le Regroupement écologique québécois et qui propose dans son manifeste une réforme de la société québécoise selon l’idée d’une société écologique.
Au cours des années 1980-1990, certains réseaux et coalitions environnementales s'institutionnalisent (comme le Regroupement québécois des groupes écologistes), ce qui permet d'accroître leur influence auprès du gouvernement et au cours des années 1990, les mouvements écologistes continuent leur expansion et s’intéressent désormais également aux problématiques internationales, comme le témoigne l’organisation Équiterre, fondée en 1993, qui se préoccupe des affaires écologiques qui touche le Québec, mais également des problématiques mondiales, en participant, par exemple, à des négociations climatiques internationales. En 1995, on répertoriait près de 1 000 groupes écologistes au Québec, nombre qui a sans doute augmenté depuis, l’ampleur du mouvement écologiste ne s'essoufflant pas au travers des années. Au 21e siècle, avec la montée de l’individualisme, l’écologisme d’aujourd’hui est surtout concentré sur les actions individuelles, mais des actions collectives existent toujours au Québec, comme les marches pour le climat, telle que celle qui a lieu le 27 septembre 2019 à Montréal dans le cadre des Vendredis pour le futur, initiative lancée par la militante écologiste Greta Thunberg, qui rassembla près de 500 000 Québécois préoccupés par le sort de l’environnement et l’inaction du gouvernement et qui est considérée par certain comme la plus grande manifestation dans l’histoire du Québec.

### Espace germanophone
Au sein de l’espace germanophone, la branche autrichienne du mouvement Dernière Génération s'auto-dissout le 6 août 2024,. Le mouvement s’est attiré l’ire d’une bonne partie de la population et du monde politique en raison des blocages de routes et d'aéroports. Selon Der Standard, comme la lutte contre le changement climatique appelle d'inconfortables changements profonds, « au lieu de chercher des solutions communes radicales, on s'attaque donc radicalement à l'activisme ». La branche autrichienne faisait aussi face à des frais de justice importants. La branche allemande annonce, même si elle suit attentivement ce qu'il se passe en Autriche, ne pas renoncer aux blocages de routes ou aéroports en Allemagne.

#### Approche post-croissance préventive

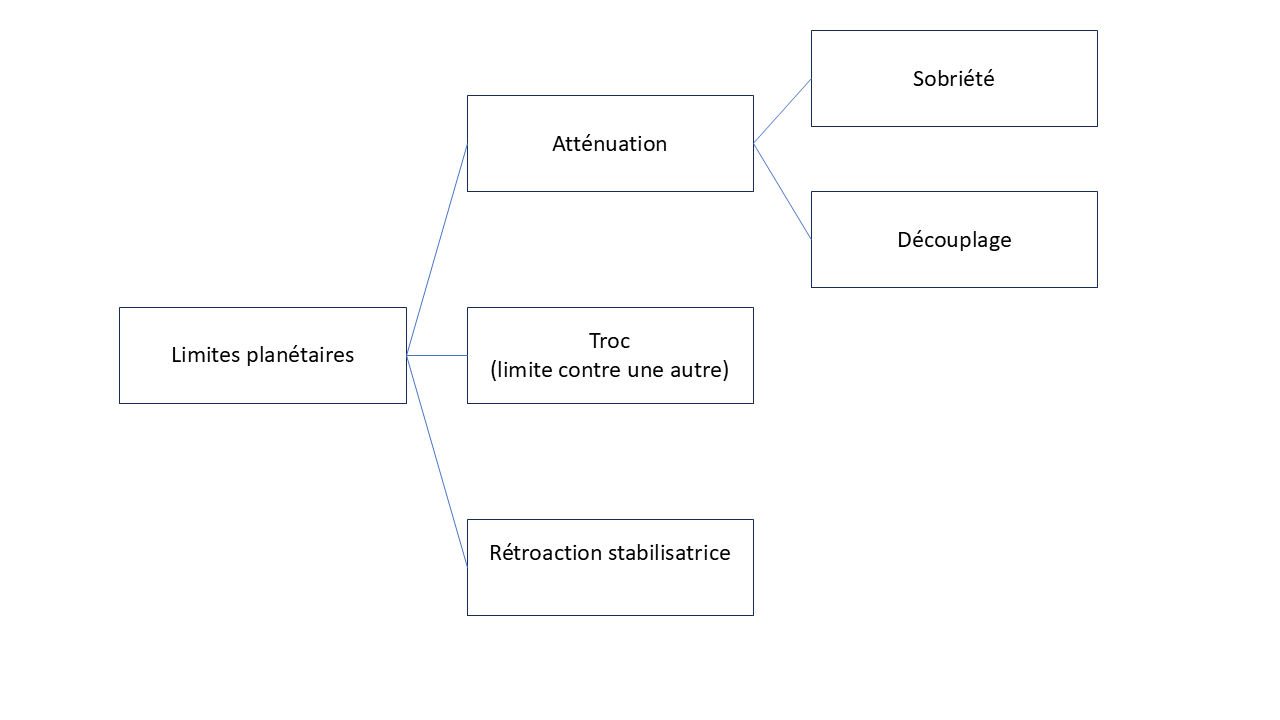
Méthodes pour freiner le franchissement des limites planétaires, selon Tim Lenton : atténuation des causes (avec la sobriété et le découplage), arbitrages entre les limites ou encore renforcement des rétroactions stabilisatrices (par exemple au travers de la géoingénierie).
La sobriété et le découplage concourent à l'atténuation. L' associe, de façon schématique, la sobriété à la décroissance et le découplage à la croissance verte.

Les discussions sur les limites planétaires conduisent à s'intéresser d'un côté à la décroissance, de l'autre côté à la croissance verte. L'Agence fédérale de l'environnement (en) montre que les deux approches sont antinomiques. Ainsi, selon l'approche décroissante :
« 
- la poursuite de la croissance économique dans les pays prospères n'est pas nécessaire pour y maintenir la qualité de vie. Cette dernière peut être préservée, voire augmentée, même si la performance économique globale diminue ;
- il est suffisamment certain que la performance économique des pays riches diminuera s'ils réduisent suffisamment leur impact environnemental. »

Selon l'approche de croissance verte :
« 
- la poursuite de la croissance économique est nécessaire, même dans une économie riche et industrialisée à un stade précoce, afin de maintenir ou d'améliorer la qualité de vie dans ces sociétés ;
- il est raisonnablement certain que les instruments de la croissance verte permettent aux pays riches de réduire suffisamment leur empreinte écologique. Leur performance économique, bien que qualitativement différente, peut continuer de croître. »

Selon l'Agence fédérale de l'environnement, la philosophie montre que la première affirmation des décroissants peut être vue comme exacte, mais la démonstration du maintien du niveau de vie n'est pas convaincante. Leur deuxième affirmation sur l'échec inévitable d'un découplage suffisamment fort entre la croissance économique et la pollution de l'environnement n'est pas scientifiquement prouvée. Quant aux tenants de la croissance verte, leur première position n'est vraie que si on la restreint économiquement à la protection sociale. Cependant, il n'est pas clair pourquoi c'est cette conception de la qualité de vie et non une autre conception qui devrait servir de référence à l'action politique. Rien ne prouve la possibilité d'un découplage suffisamment fort, ce qui invalide leur seconde affirmation. Pire, si on ne poursuit pas seulement un seul objectif écologique, par exemple la réduction des émissions de CO2, mais si on réduit simultanément toutes les répercussions écologiques pour respecter les limites planétaires il manque des connaissances solides sur l'évolution future en matière de performance économique.
Les deux positions de la décroissance et de la croissance verte reposent donc sur des hypothèses qui ne peuvent pas être suffisamment justifiées ou étayées scientifiquement. Aucune de ces positions ne devrait donc prétendre pouvoir servir de stratégie unique pour guider l'action politique en matière d'environnement. Aussi l'Agence fédérale de l'environnement préconise-t-elle une troisième approche appelée « approche post-croissance préventive ». Il s'agit de rendre la société moins dépendante de la croissance. « Compte tenu de l'incertitude quant aux chances de succès de la stratégie jusqu'ici dominante de découplage de la croissance économique des effets négatifs sur l'environnement, il semble toutefois nécessaire de continuer à travailler à la conception et à l'expérimentation de modèles moins dépendants de la croissance économique ». Mis à part l'Allemagne, actuellement peu de pays font une distinction aussi nette entre les trois approches.
Pour réduire la dépendance à la croissance, certaines méthodes ont reçu des preuves empiriques (quantitatives) concernant leur effet sur les ressources, soit en rapport avec des expériences concrètes dans des pays, soit avec des modélisations pertinentes, et d'autres sont de nature plus spéculative. Parmi les méthodes avérées, on peut citer la réduction du temps de travail grâce aux gains de productivité, l'internalisation des coûts environnementaux au travers de taxes, la promotion des biens communs, l'augmentation de la part de services intensifs en main-d'œuvre et l'augmentation de la durée de vie des produits. Les méthodes plus spéculatives seraient l'introduction d'un revenu de base, le renforcement de la production locale ou régionale, l'introduction de monnaies complémentaires régionales, la régulation de la publicité ou encore les open source hardwares.

### Mouvement international
Le mouvement environnemental est un mouvement international, représenté par de nombreuses organisations, s'appuyant sur une base importante et variant d'un pays à l'autre. En raison du grand nombre de ses membres, de ses croyances variées et prononcé et parfois de sa nature spéculative, le mouvement environnemental n'est pas toujours uni dans ses objectifs. Le mouvement englobe également d'autres mouvements ayant une orientation plus spécifique, comme le mouvement climatique.
Pour Dennis Meadows, les mouvements écologistes doivent rechercher la résilience à l'échelle locale : il « ne [voit] pas la possibilité de créer un mouvement écologique global ».
La première organisation internationale de conservation de la nature, l'Union internationale pour la conservation de la nature, est fondée en 1948 en Suisse.
Le secrétaire général des Nations unies António Guterres déclare en décembre 2022 que « par notre appétit sans limite pour une croissance économique incontrôlée et inégale, l'humanité est devenue une arme d'extinction massive »,.

## Critiques
L'anti-écologisme (ou anti-environnementalisme) est une tendance libérale qui, sans avoir une volonté de nuire à l'environnement, s'oppose aux politiques prônant une réglementation environnementale stricte. Elle repose notamment sur une volonté de convaincre le public que ces politiques ont un impact négatif sur la société ou du moins de , et de persuader les politiciens de ne pas augmenter les réglementations environnementales. La préoccupation essentielle des tenants de cette mouvance est la crainte de la décroissance[réf. souhaitée].

## Revues
- Cosmopolitiques, cahiers théoriques pour l'écologie politique
- S!lence
- Imagine Demain le monde
- Entropia
- Reporterre

## Filmographie
Les premiers films ou documentaires consacrés à l'environnement ou à des thématiques écologistes semblent dater des années 1930, mais ils ne deviennent vraiment nombreux (du moins pour ceux qui atteignent une certaine notoriété) qu'à partir des années 1990.
Le premier Festival international du film sur l'environnement (FICA) est créé en 1999 au Brésil, dans l'État de Goiás dont la capitale Goiânia a connu un accident nucléaire en 1987.